# 普雷勒和博沃
普雷勒和博沃（法語：Presles-et-Boves，法語發音：[pʁɛl e bɔv]）是法国上法蘭西大區埃纳省的一个市镇，属于苏瓦松区。

## 地理
普雷勒和博沃（49°23'35"N, 3°33'33"E）面积9.61 平方千米，位于法国上法蘭西大區埃纳省，该省份为法国北部内陆省份，北起北部省，西接索姆省和瓦兹省，东临阿登省和马恩省，西南至塞纳-马恩省，东北部与比利时接壤。
与普雷勒和博沃接壤的市镇（或旧市镇、城区）包括：布勒内勒、沙斯米、沙沃讷、西拉科米讷、埃纳河畔韦利。

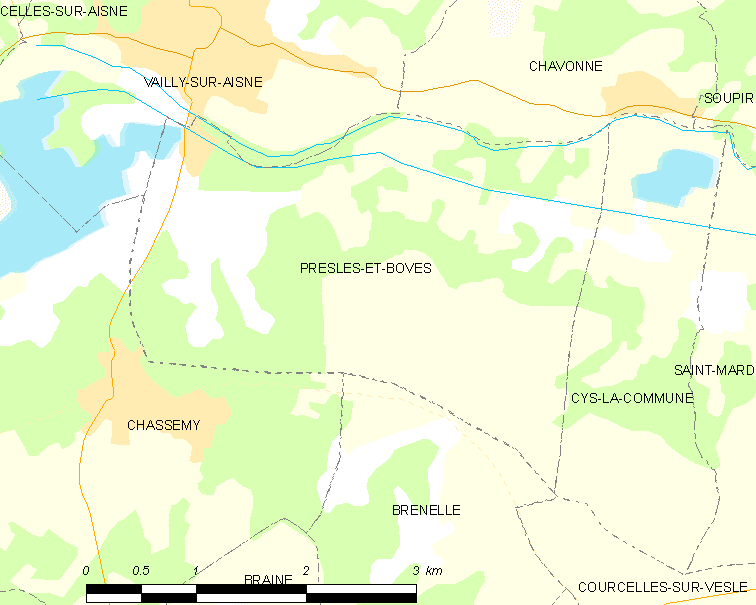
普雷勒和博沃的OSM定位图

普雷勒和博沃的时区为UTC+01:00、UTC+02:00（夏令时）。

## 行政
普雷勒和博沃的邮政编码为02370，INSEE市镇编码为02620。

## 政治
普雷勒和博沃所属的省级选区为塔德努瓦地区费尔县。

## 人口

1962-2008年间普雷勒和博沃人口变化图示

普雷勒和博沃于2022年1月1日时的人口数量为327人。